# 福井藩

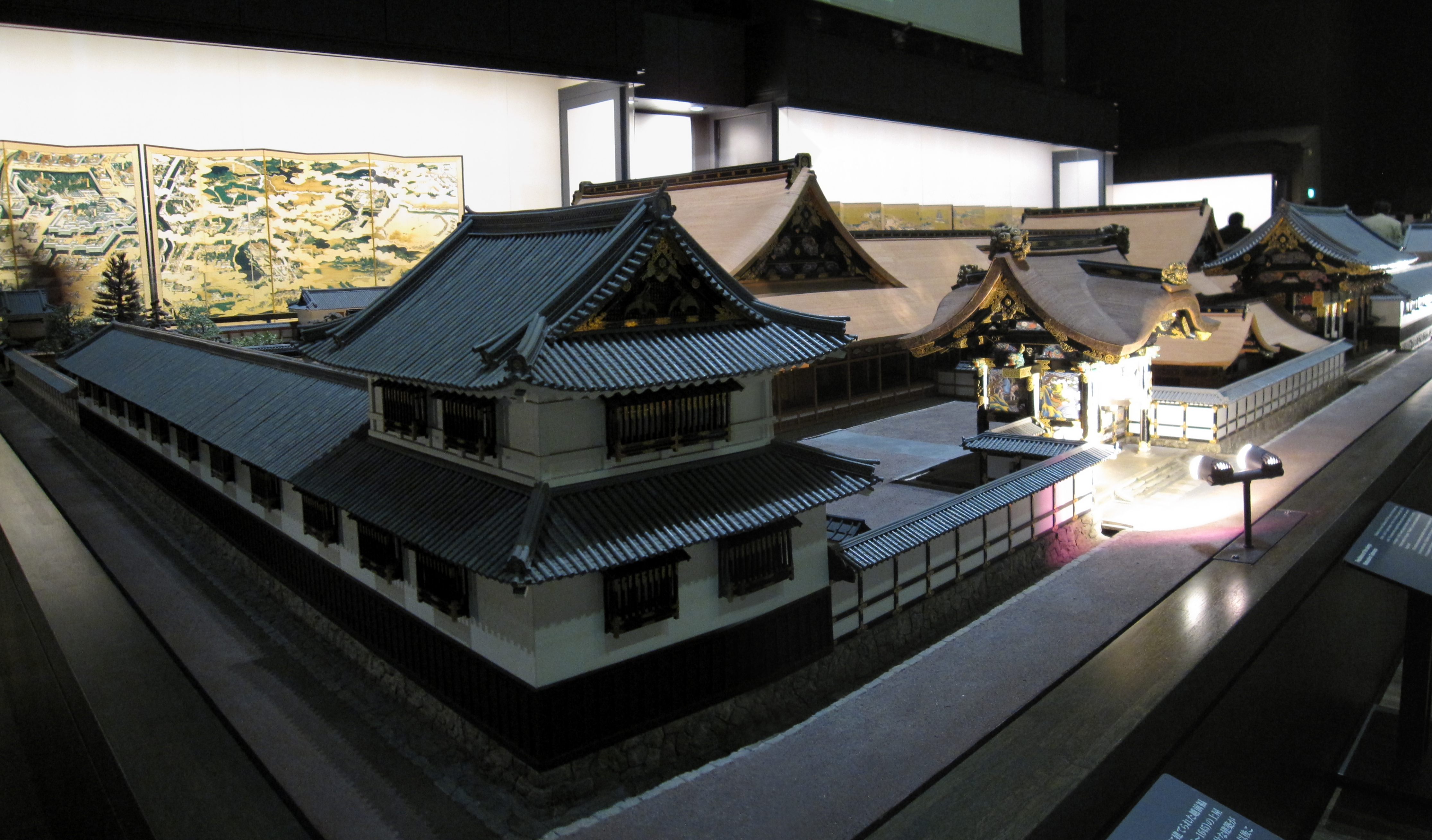
松平忠昌上屋敷（龍ノ口屋敷）模型

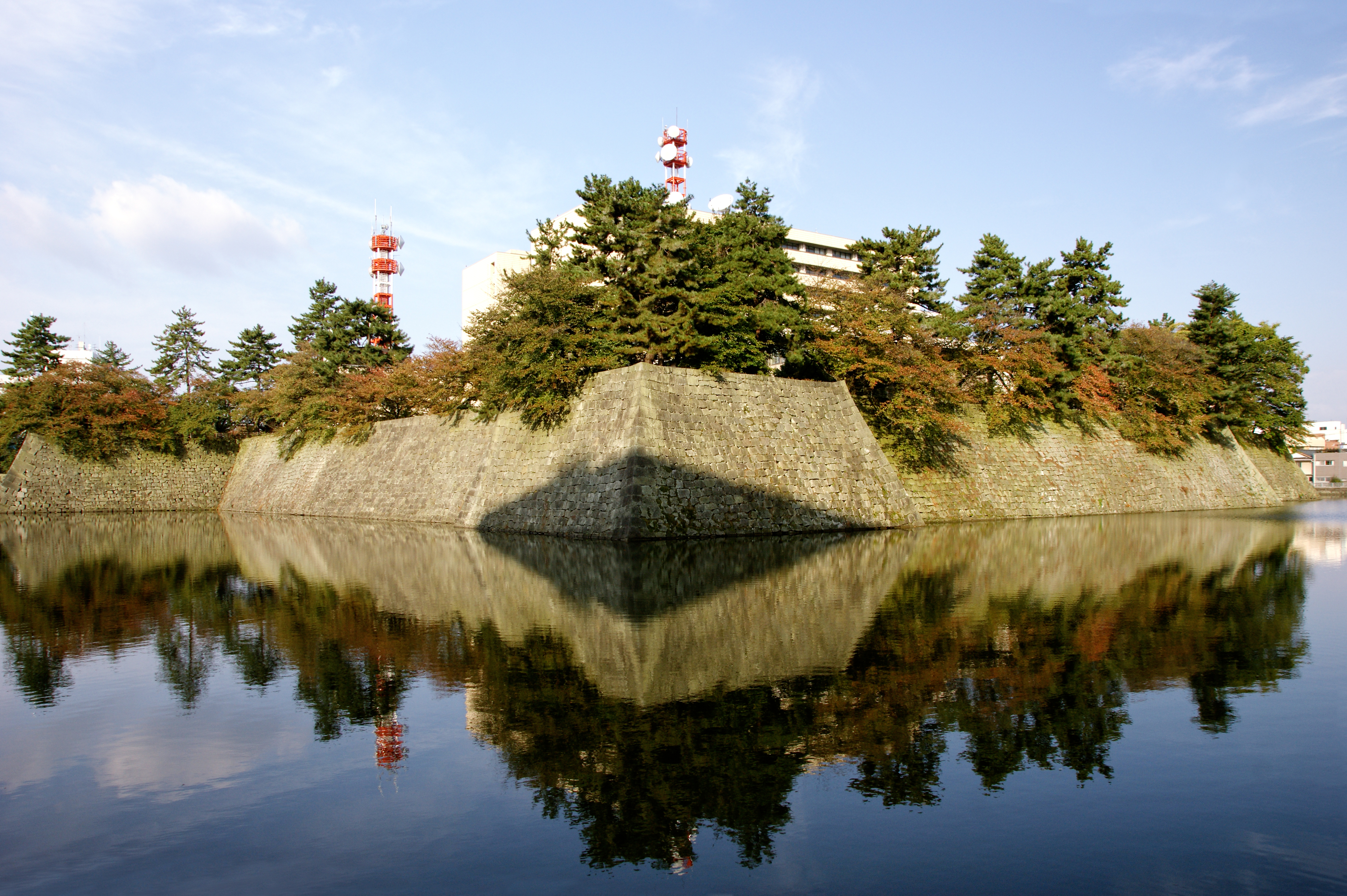
福井城（現在は福井県庁）

福井藩（ふくいはん）は、越前国にあって現在の福井県嶺北中心部を治めた藩。藩庁は福井城（福井市）。藩主は越前松平家。家格は親藩・御家門で、32万石。越前藩（えちぜんはん）とも呼ばれる。また、北の庄（北ノ荘）という地名が「福井（福居）」と改称される以前の、つまり第3代忠昌以前の結城（松平）秀康・忠直時代をゆえに北ノ庄藩（きたのしょうはん）と称することがある。

## 藩歴
越前国は戦国大名朝倉氏滅亡の後、柴田勝家・丹羽長秀・堀秀政の領有を経て豊臣秀吉配下の小大名によって分割支配させられていた。関ヶ原の戦いの際、青木一矩は西軍方に付いたために戦後越前北ノ庄8万石を没収されている。
慶長6年（1601年）に関ヶ原の戦いの功により、徳川家康の次男の秀康が越前一国67万石を与えられ、柴田勝家の築いた北ノ庄城を約6年かけて大改修し居城とした。
秀康は結城姓を松平に復し、越前松平家を興す。
秀康の嫡男松平忠直は、大坂の陣で戦功を立てながらも将軍秀忠に認められなかったことなどから、次第に幕府に反抗的態度を取るようになった。そのため、元和9年（1623年）忠直は乱行を理由に廃されて豊後国大分に配流された。

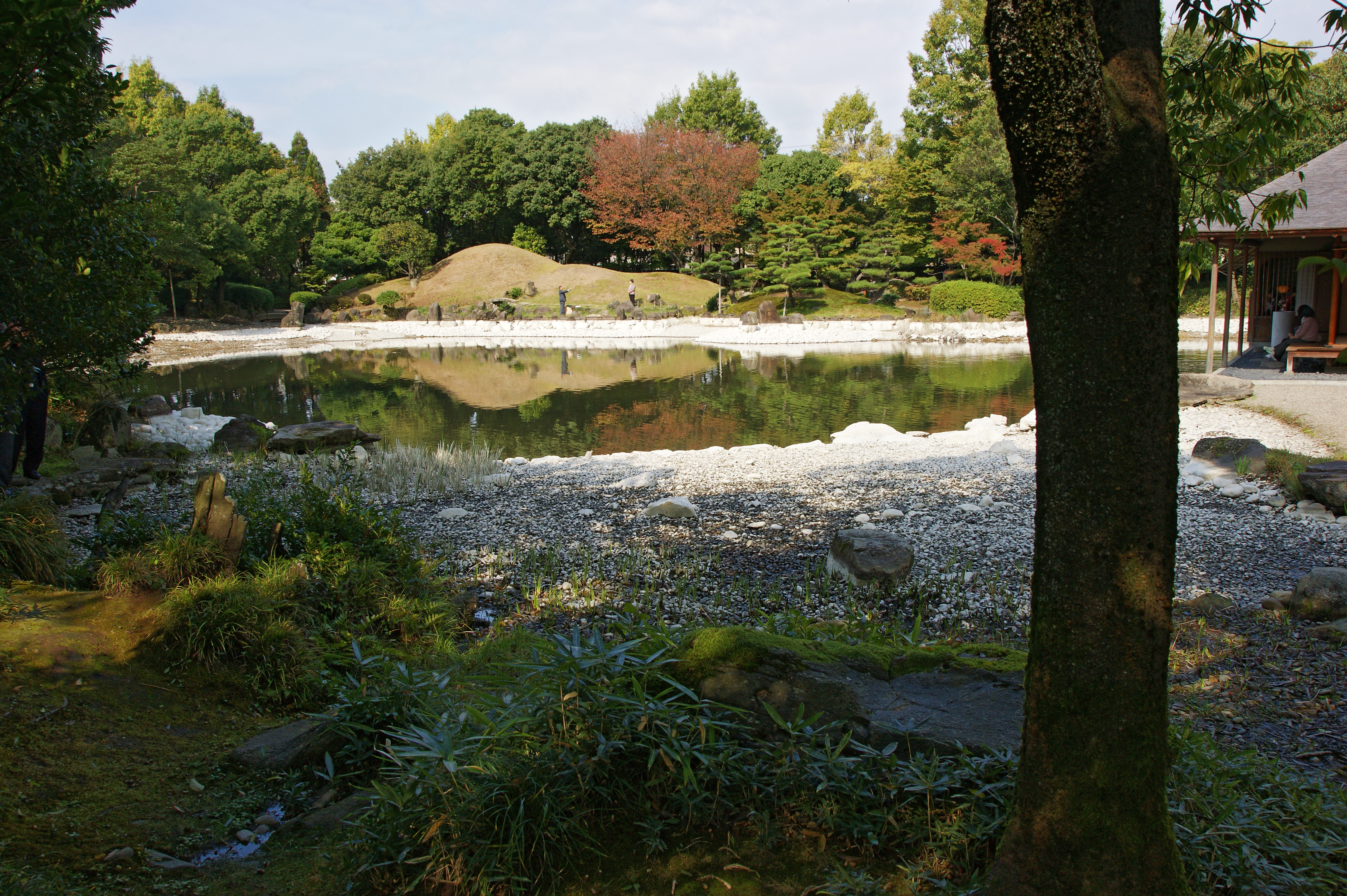
藩主の別邸であった「お泉水」(現・養浩館庭園)

翌年の寛永元年（1624年）4月、越後高田藩で別家25万9千石を与えられていた忠直の弟松平忠昌（福井松平家の祖）が50万石で福井藩の主な家臣（幕府に選ばれた百余名を主とする）、藩領を継承する。7月の忠昌入部ののち、居城周辺の街・北ノ荘は福居（後に福井）と名を改められる。
またこのとき、越前国は複数の藩に分割されることになる。
- 福井藩：越前福井50万石が秀康次男忠昌に与えられる。
- 丸岡藩：越前丸岡4万6千石が附家老の本多成重に与えられ独立する。
- 大野藩：越前大野5万石が秀康三男直政（雲州松平家の祖）に与えられる。
- 勝山藩：越前勝山3万石が秀康五男直基（結城松平家の祖）に与えられる。
- 木本藩：越前大野郡内の木本2万5千石が秀康六男直良（明石松平家の祖）に与えられる。
- 越前敦賀郡はいったん幕府領となり、その後、小浜藩の京極氏に与えられる。

その後、福井藩は支藩の分封と相続の混乱から所領を大幅に減らし、貞享3年（1686年）に第6代藩主綱昌は発狂を理由に強制隠居処分され、前藩主昌親が領地半減の上で再襲（吉品）した。吉品が就封の際、領地宛行状が国名の越前少将から、城地名の福井侍従となり、忠昌が大坂の陣で使った片鎌槍の大名行列の際の使用を禁じられた。また、この時に藩邸の格式も下がり、江戸城の詰間が将軍家の親族が詰める大廊下から、外様の国持大名と同じ大広間へ異動した。ただし、この間もこれ以降も歴代藩主は当代将軍の偏諱を拝領する「特別な家」であり続けた。享保6年（1721年）には支藩松岡藩（福井県吉田郡永平寺町）の再併合により30万石に復し、文政2年（1819年）にさらに2万石を加増されるなど、徐々に家格は回復した。官位も10代宗矩から再び左近衛権少将に戻る。内政では領地の激減や複数回の天災に見舞われたことなどにより、藩財政を大いに逼迫させ、度重なる一揆に見舞われて困難を極めた。宗矩は子を残さなかったため、初代藩主結城秀康の血筋は断絶し、その後一橋徳川家から養子を迎えることとなった。結果、福井藩の家格は上昇したものの、それまでの質素倹約を重んじる福井藩の気風から贅沢を辞さない気風に変わり、藩主による奢侈でさらに財政は悪化した。
その後11代重昌から江戸城の詰間が大廊下に戻る。

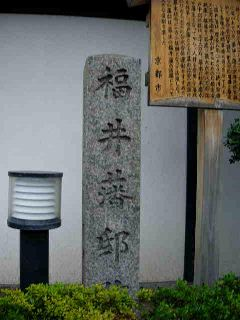
京都市 福井藩邸跡

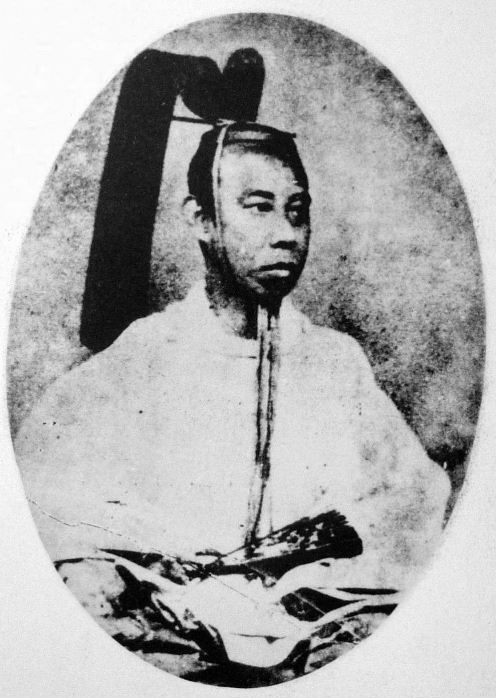
松平慶永（春嶽）

こうした財政難の中、15代藩主斉善が若年で死去すると、田安徳川家から養子に入った幕末の藩主慶永（春嶽）は、橋本左内らを登用し、また熊本藩から横井小楠を招聘して藩政改革をおこなった。安政の大獄により隠居を余儀なくされたが、謹慎解除後は公武合体派の重鎮として幕政に参与している。
戊辰戦争では、薩長主導の明治新政府に加わり、江戸無血開城後は、上野の寛永寺一帯に立てこもった彰義隊の討伐に参戦した。
福井藩領は明治4年（1871年）、廃藩置県により福井県、ついで足羽県となり、さらに敦賀県を経て石川県に併合されるが、のち旧越前および若狭が福井県として分立した際にその中心部となった。

## 歴代藩主

### 北ノ庄藩

#### 越前松平宗家
親藩 67万石 （1601年 - 1624年）
1. 秀康（ひでやす） 結城より改姓[注釈 6]
2. 忠直（ただなお）[注釈 7]
3. 光長（みつなが） - 幕府の公式見解では光長を歴代に数えない[注釈 8][注釈 9]

### 福井藩

#### 福井松平家
親藩　50万石→52.5万石→45万石→47.5万石→25万石→30万石→32万石　（1624年-1871年）
1. 忠昌（ただまさ） 北ノ庄（北ノ荘）を福居と改名[注釈 10]。
2. 光通（みつみち） 分知により45万石となる 自殺により一旦収公され、即日昌親の相続が認められる
3. 昌親（まさちか）分家の吉江藩主より就任。合わせて47.5万石となる。
4. 綱昌（つなまさ） 発狂により除封
5. 吉品（よしのり） 昌親の再襲 半減により25万石（土芥寇讎記に拠れば実高30万石）
6. 吉邦（よしくに） 越前国内の天領10万石余を預所として附属。
7. 宗昌（むねまさ） 分家の松岡藩主より就任。合わせて30万石となる
8. 宗矩（むねのり） 越前国内の天領全てを預所として附属。
9. 重昌（しげまさ） 若年相続により、預所が一旦幕府直轄となる。
10. 重富（しげとみ）
11. 治好（はるよし） 32万石となる
12. 斉承（なりつぐ）
13. 斉善（なりさわ）
14. 慶永（よしなが）
15. 茂昭（もちあき）

## 清崎松平家
光通の子・権蔵は光通正室の国姫所生ではなく嗣子とはならなかった。延宝元年（1673年）に江戸へ出奔し、延宝3年（1675年）将軍・徳川家綱に謁見し従五位下、備中守に叙任、賄料1万俵江戸定府の諸侯に列した。
1. 直堅
2. 直知
3. 直之

## 家老

### 国老
- 福井藩国老[7] 本多氏（御附家老。越前府中領2万石・筆頭家老本多内蔵助家）維新後男爵

```
本多富正
（
重次
の甥）-
昌長
-
長員
＝
長教
-
副紹
-
副充
＝副久-
副昌
-
富恭
＝
副元
（
常陸
府中藩
主・
松平頼説
の子、頼功の次男）
```

### 高知席
家老を輩出する藩内最高の家格の高知席は17家。
- 本多飛騨家（本多成重の五男重方が初代）
- 本多修理家（本多富正の次男正房が初代。本多敬義等。）
- 本多源四郎家（修理家分家）
- 酒井外記家（酒井重成が初代）
- 酒井孫四郎家
- 狛山城家（狛孝澄が初代。北狛（北狛は間違いで狛家二家のうちこちらが南狛とする説あり[9]）。墓所は福井市木田の通安寺。）

狛家は、戦国時代には大和国で6万石を有する大名だったが、天正13年（1585年）の豊臣秀長の大和入国で領地を召し上げられた狛実秀が慶長7年（1602年）に越前に移ったと伝えられる。実秀の子が福井の狛家初代の狛孝澄（1581-1659）で、松平忠昌の家臣となり、のちに家老となった。その孫の狛貞澄が跡を継いだが、その嗣子の狛政貞が廃嫡となって分家したため、庶子の狛澄孝が跡を継ぎ、以降、跡継ぎは名に「孝」の通字を持った。なお、京都帝大工学部教授で明治精錬社長の阿部正義（1860－1909）は狛山城の出。
- 狛帯刀家（山城家狛貞澄の長男狛政貞が廃嫡となり1600石で分家。南狛（北狛説あり[9]）。墓所同上）

貞澄の末子・澄翁が政貞の家督を継ぎ、以降跡継ぎは名に「澄」の通字を持ち、政貞の通称のひとつだった帯刀を通称とした。
- 芦田信濃家（初代は加藤康寛（依田康勝））
- 松平主馬家（長沢松平家の一族松平正世が初代。越後高田藩主松平忠輝の改易後に松代藩主であった忠昌に仕えた。）
- 山県[8]三郎兵衛家（笹治大膳家。笹治正時〈笹治大膳〉が初代。十代のちに山県に改姓、山県昌景〈甲斐武田氏重臣、長篠の戦いで戦死〉の子孫を称す。最大時で1万石）
- 稲葉采女家（稲葉正成の四男正房が初代）
- 有賀内記家（有賀正成が初代）
- 明石将監家（元は支藩の松岡藩の家老。松岡藩の本家への再合併後、本家の家老家となった）
- 萩野小四郎家（荻野永道が初代）
- 杉田壱岐家（松平忠昌譜代家臣の杉田三正が初代）
- 大谷丹下家（『華頂要略』では鳥居小路経孝の子で青蓮院門跡防官大谷泰珍の養孫とされる大谷泰重の子である大谷重政が初代。大谷吉継の子孫を称す。）
- 岡部豊後家（岡部長起[13]-淡路[14]＝安直（淡路の弟）-貞則＝起平（渥美平内の子）-主貞-貞起（南嶽）＝興起（狛孝章次男））-長（ながし）

## 家臣団と家格

### 士
- 国老（本多家）
- 高知席
- 高家
- 寄合席
- 定座番外席
- 番士 役番外 大番など
- 新番・新番格
- 医師・絵師など

### 卒
- 与力
- 小役人
- 一統目見席
- 小算・坊主・下代
- 諸組(足軽）

1852年(嘉永５年)時点で、荒子・中間等の小者973人を除く家臣団総数は2700名(士802、卒1898）

## 幕末の領地
- 越前国
  - 足羽郡 - 158村
  - 吉田郡 - 136村
  - 南条郡のうち - 57村
  - 今立郡のうち - 57村（うち2村を本保県に編入）
  - 丹生郡のうち - 93村
  - 大野郡のうち - 8村
  - 坂井郡のうち - 168村（うち2村を本保県に編入）

上記のほか、南条郡12村、今立郡18村、丹生郡14村、大野郡13村、坂井郡69村の幕府領を預かったが、「旧高旧領取調帳」では第1次府県統合後の状況になっているため、下記以外の変遷の詳細は不明である。
明治維新後、南条郡3村（旧西尾藩領1村、旗本領1村、福井藩預所管轄の旧幕府領1村）、大野郡11村（福井藩預所管轄の旧幕府領）が加わった。